# Église Saint-Martin de Couches
L'église Saint-Martin de Couches est une église située sur le territoire de la commune de Couches dans le département français de Saône-et-Loire et la région Bourgogne-Franche-Comté.

## Historique
Elle a été érigée en 1480 sur les vestiges d'une église romane. 

## Description
On peut admirer ses boiseries de la fin de XVIIe siècle ainsi que ses portails et vitraux de style gothique flamboyant. 
L’intérieur de l'église a été restauré en 1840.
Y est notamment visible une Crucifixion, huile sur toile datant de 1646, protégée au titre des monuments historiques, sur laquelle se reconnaissent aisément Jeanne de Chantal et François de Sales en compagnie de visitandines.

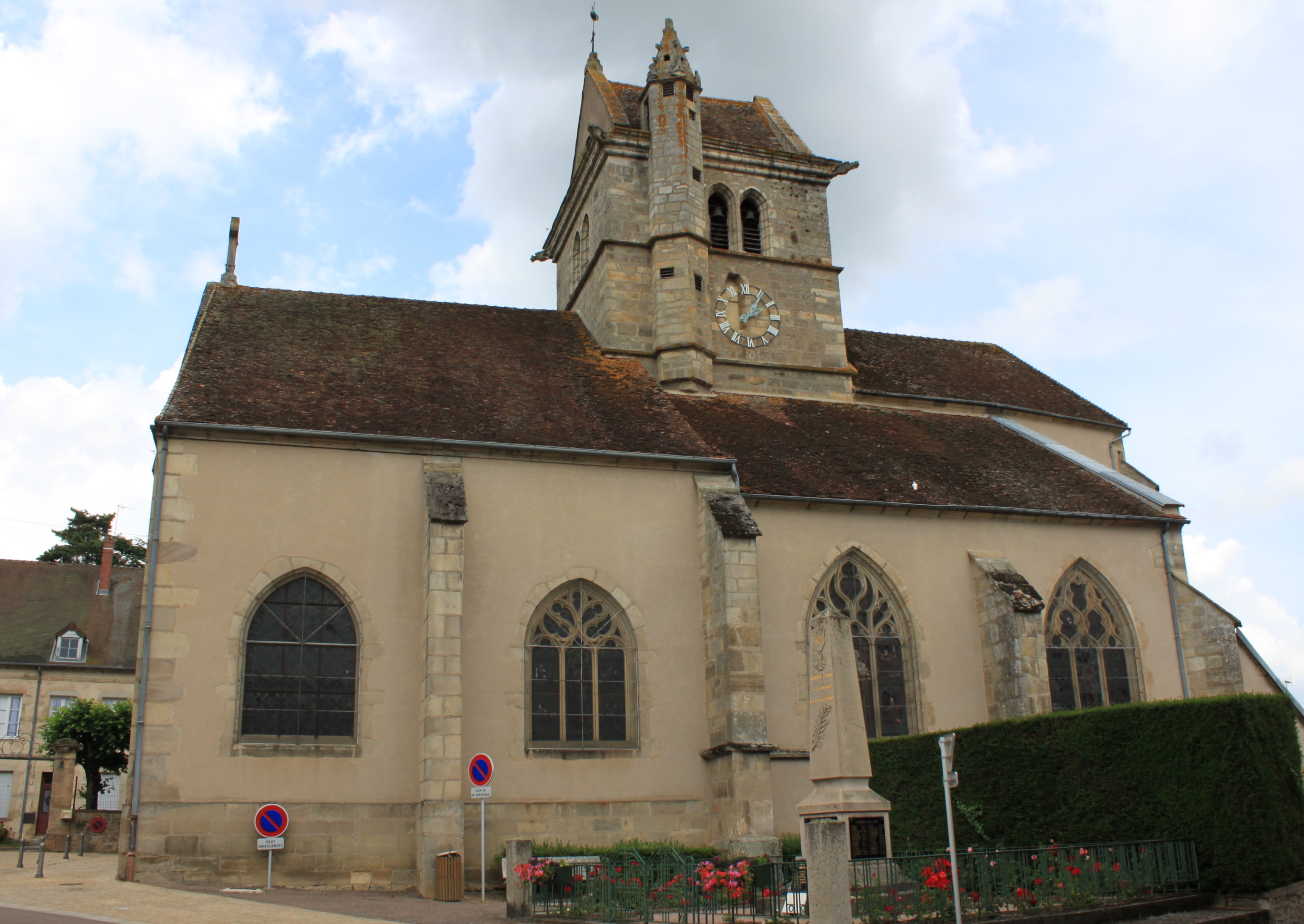
Façade latérale.
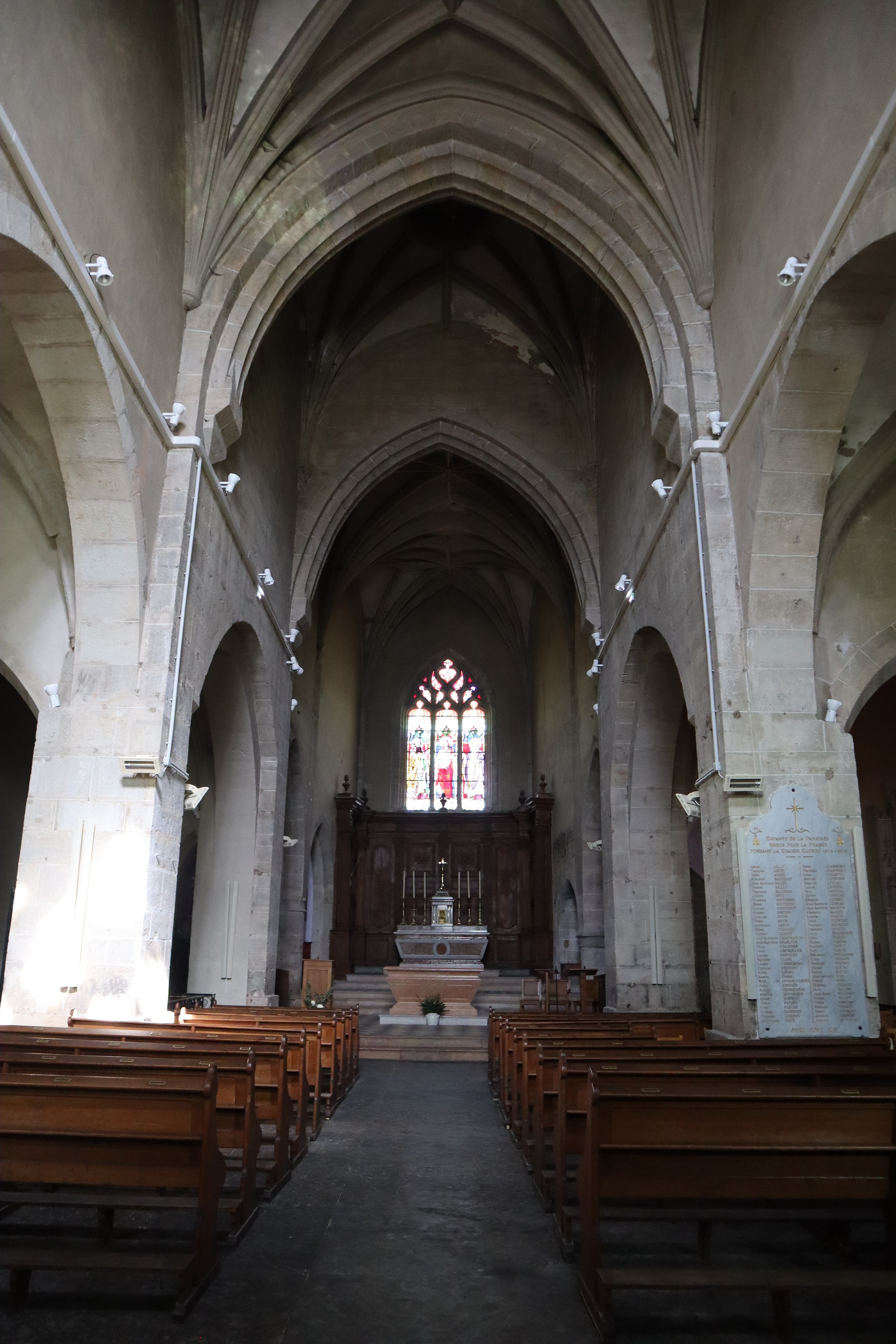
Nef en direction du chœur.
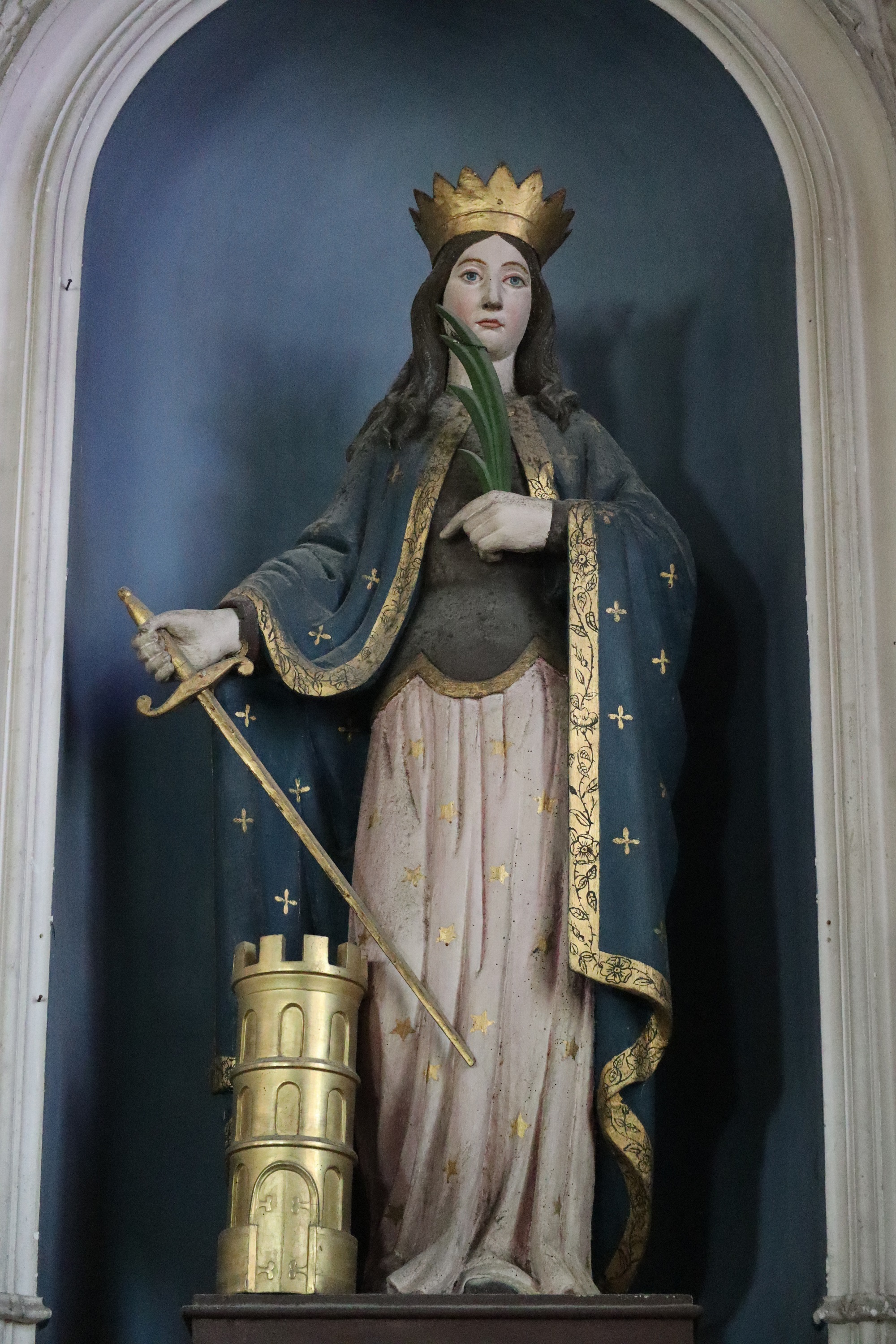
Statue de sainte Barbe.
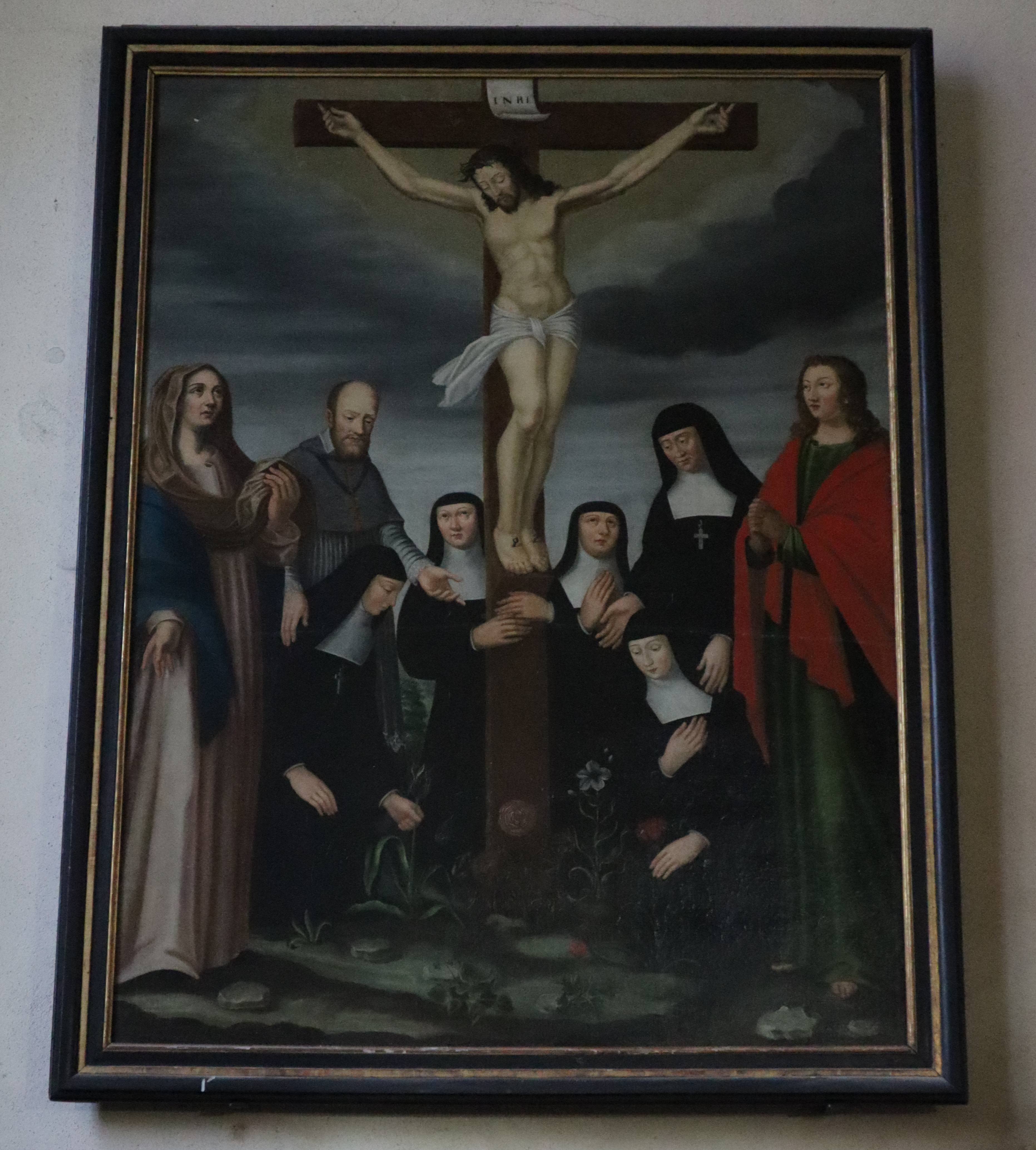
Tableau de la Crucifixion (1646).